# Esbós Pedra Filosofal
Esbós Pedra Filosofal, es tracta de l'esbós del Tríptic de la Pedra Filosofal que va realitzar l’artista català Joan Abelló durant el 1963 i 1966, tenint com a punt de partida un viatge que va fer en cotxe a Bèlgica. El dibuix i l'obra definitiva, formen part de la col·lecció del Museu Abelló.

## Descripció de l'obra
El tríptic està format per tres quadres d’igual mida. El fragment central és protagonitzat per tres figures estilitzades en la part central que sumen a la seva dimensió humana la voluntat de representar flames. A la part dreta hi ha representats asseguts en un sofà vermell un conjunt de personatges, que en l’oli final són els personatges simbòlics dels poders d’aquest món: militars, polítics, eclesiàstics, etc. Al seu costat apareix un personatge que toca el piano i, al seu costat, un gàngster que juga al pòquer amb un altre personatge. El costat esquerre de l’oli definitiu, Abelló representa el carnaval de la vida mitjançant la representació d’un grup de personatges tals com un Beatle i un torero entre d'altres: en cas d’aquest esbós, es poden identificar algunes figures molt esquemàtiques, d’entre les que destaca una espècie de gàngster que després a l’obra definitiva no apareix. És curiós, que al centre d’aquesta zona, Abelló a l'esbós crea una parella, la figura masculina de la qual li està entregant un ram de flors a la femenina. Aquesta parella, a l’oli definitiu, és substituïda per la representació d’Adam i Eva, que permet interpretar el fons, en el qual hi ha representat un paisatge volcànic, com una al·lusió a l’origen del món. En la part superior dreta, per tancar la composició, en el cas de l’oli apareixen un conjunt de representacions molt diverses: des del cementiri de l’Illa de Man, passant per la Sagrada Família, fins a un petit autoretrat del pintor. A aquest esbós, en canvi, hi ha objectes més moderns tals com un avió, un cotxe, una bicicleta i la silueta d’un edifici inventat. Tot plegat està fet a partir de pocs colors: blanc, marró, blau, i molt poc de rosa i vermell.
El quadre de l'esquerra del tríptic està inspirat en escenes de la mala vida d’Amberes: el fons és un record d’homenatge a la casa de l’antiquari de la ciutat on va néixer l’artista James Ensor, que en cas de l'esbós, queda reduït a la representació d’un vaixell com si estigués penjant de la paret i dos medallons amb dos rostres, però la resta del fons és llis. En primer terme apareixen dones i mariners de tipus tavernari, dels quals destaquen una parella situada a la part central.
Tot el conjunt està representat utilitzant només els colors blanc, blau i molt poc rosa. D’altra banda, el quadre de la dreta esdevé un record del lloc on Abelló va viure en Amberes: una casa on només vivien tres persones: tal com descriu Pedro Voltes, Abelló va descobrir que un d’ells era un agitador polític conegut amb el nom de “Chacal“, que preparava un atemptat en contra De Gaulle i l’altre era un policia encarregat de vigilar-lo: tots dos, durant aquell temps, volien aclarir qui era en realitat Abelló i quina relació tenia amb el tercer individu. Tal situació es va convertir per a l’artista en tot un símbol de diversos i contradictoris nivells de relacions humanes, atorgant a la peça el valor d’anècdota representativa de tot el teixit de sinceritats i ficcions que s'implica en les relacions entre les persones. A l'esbós, Abelló representa un interior molt simple i esquemàtic configurat a partir de taques de color en el qual situa als tres personatges. Tot plegat, de nou, només utilitzant els colors blanc, blau i rosa.
L'esbós fa en total, les tres peces juntes, 50 x 149 cm. La primera part fa 50 x 35 cm, la segona 50 x 65 i la tercera 50 x 35. Pel que fa a les inscripcions, la peça està signada a l’anvers de la part central i datat en la primera part.

## Context de l'obra
La història de la gestació de l’oli definitiu, i, per tant, d’aquest esbós preparatori, està molt ben explicada per l’autor Pedro Voltes: segons ell, aquesta obra es plasma la dòcil finor amb la qual l'esperit d’Abelló es disposa sempre a recollir qualsevol suggestió casual del món per convertir-la en matèria pictòrica. El punt de partida és el viatge a Bèlgica que l’artista va fer amb el seu amic Pere Elias amb cotxe. En el curs del viatge fins a arribar al país van efectuar una parada a Bellver de Cerdanya on un personatge curiós i original del poble anomenat Michela se’ls va apropar, es va ajupir per a recollir una pedra del terra i li proposà a Abelló vendre-la per cinquanta pessetes: la pedra era singular i després de comprar-la, Abelló la duria sempre a sobre com a amulet durant anys. Segons Voltes, aquest esdeveniment va constituir per al pintor el punt de partida de moltes meditacions en les quals posteriorment es van anar afegint vivències i experiències que es van anar succeint. Com a base, el pintor va integrar en el seu pensament estètic la idea que aquell home havia descobert la “pedra filosofal“ en quant que havia trobat una manera molt curiosa de guanyar-se la vida, observació a partir de la qual el pintor va anar sumant la deducció sobre quant diversa i interessant era la concepció que la gent es formava de la vida, el seu secret i el seu sentit, ja que, en suma, la vida contemplada en sentit general no era més que una suma de petites concepcions particulars i fraccionaries d‘aquesta.

## Exposicions
- Abelló, Biblioteca de Catalunya, Barcelona, 16/04/1974 - 30/04/1974

- Abelló en Madrid, Museu de la Ciudad, Madrid, 07/10/2004 - 28/11/2004